# アルプス銀の時代
アルプス銀の時代（アルプスぎんのじだい、英語：Silver age of alpinism）とは、ヨーロッパ登山界において1865年7月14日のエドワード・ウィンパーによるマッターホルン登頂から、1882年のダン・デュ・ジュアン初登頂までを便宜的に区分して言う。
マッターホルン初登頂によりめぼしい4,000 m級の巨峰がおおむね登られてしまいアルプス黄金時代が終焉を迎えると、次にこれらよりやや低い峰の初登頂や、新ルートによる巨峰への挑戦が新しい課題となった。初登頂は最も容易なルートから狙われるため、新ルートはそれまで敬遠されがちだった難易度の高い岩場などのルートとなり、登攀用具を駆使する人工登攀の時代へ繋がることとなった。またそれまでは氷雪にガイドが足場を切り登山者は慎重にそれを辿る形で登山したためガイドの足場切りの技術に依存したが、この時代にはガイドを伴わずアマチュア登山家だけの登山が流行した。
アルバート・フレデリック・ママリーは「ガイドレス」「岩場登り」というこの時代の特徴を実践してスターになった。
銀の時代が終わっても登山が低迷したわけではなく、むしろ東部アルプスに見られるようにドイツ、オーストリアのクライマーにより内容的にはさらにエスカレートした。銀の時代やその後にガイドレス登山が発達した背景には、富裕階級にあって最高のガイドを容易に借りて登山するイギリスの登山家に対する対抗意識があった。ドイツやオーストリアでは登山は中産階級や学生の大衆的なスポーツであり、経済的な制約からガイドレス登山が発達、努力により実力をつければガイドを雇わなくても同等の登山ができると知り、お金に頼って登るイギリス人登山家に対する優越感を見いだしたのである。